# Amorphis
Amorphis je finska heavy metal glasbena skupina. Leta 1990 so jo ustanovili Jan Rechberger, Tomi Koivusaari in Esa Holopainen. Sprva je skupina igrala le death metal, vendar se je njihova glasba v naslednjih albumih razvila tudi s prvinami heavy, progresivnega in folk metala.

## Zgodovina
Ime skupine Amorphis izvira iz besede "amorphous" (brez definirane forme, brezobličen).
Skupina se je v prvotni zasedbi oblikovala leta 1990 v sodelovanju treh ljudi, Jan Rechberger, Tomi Koivusaari in Esa Holopainen.Jan Rechberger in Esa Holopainen sta leta 1989 igrala v glasbeni skupini Violent Solution, katero je že leto prej zapustil Tomi Koivusaari in ustanovil lastno skupino Abhorrence. Medtem pa je Violent Solution začel počasi razpadati in sta Jan Rechberger in Esa Holopainen ustvarila še eno death metal skupino -  Amorphis. V začetku leta 1990 se je skupini pridružil Tomi Koivusaari kot vokalist in Olli-Pekka Laine kot basist. V istem letu je Tomi Koivusaari še vedno igral v skupini Abhorrence a se je ta kmalu razšla kar je dalo Tomi Koivusaari več časa za igranje v Amorphis.
Tomi ni bil le vokalist ampak je igral tudi ritmično kitaro, kar je bilo vzrok za to da je skupina odvrgla originalne kompozicije in začela ponovno. Tako je bil leta 1991 posnet prvi demo kaseto z naslovom Disment of Soul z Timo Tolkki v TTT Studios.
Po posnetju prve demo kasete je skupina Abhorrence dobila ponudbo za pogodbo z Relapse Records. Vendar ker ta skupina ni več bila aktivna so nazaj poslali lasten demo in si tako prislužili svojo prvo glasbeno pogodbo. Kmalu po podpisu pogodbe so 1. 11. 1992 izdali svoj prvi album The Karelian Isthmus. Njihov naslednji album je izšel dve leti pozneje pod naslovom Tales from the Thousand Lakes, ki je črpal navdih iz finskega nacionalnega epa. Ta album je začel definirati skupinin zvok v naslednjih letih. Še vedno je imel vplive death metal žanra vendar je imel čiste vokale skupaj s primesmi tradicionalne folk, progresivne in psihadelične glasbe. Prvič se je zasedba skupine spremenila po koncertih ob zadnjem izdanem albumu. Kasper na klaviaturah je zapustil skupino. Zamenjal ga je Kim Rantala. Jan je bil zamenjan z Pekka Kasari. Skupini se je pridružil tudi še nov član, Pasi Koskinen kot vokalist.
Tretji album, Elegy je bil izdan leta 1996, ponovno pod vplivom finske mitologije. Po letu in pol koncertov, ki so sledili izdaji albuma, se je skupina odločila za odmor in izdala naslednji album leta 1999 z naslovom Tuonela. Ob deseti obletnici skupine je ta doživela ponovne spremembe v svoji zasedbi. Santeri se je pridružil skupini na klaviaturah kot stalen član (predhodno je že sodeloval s skupino leta 1998). Z odhodom Oppu-ja je pozicijo basista prevzel Niclas Etelävuori.
Naslednji album Am Universum izdan leta 2001 je bil eden izmed bolj eksperimentalnih albumov izdanih s strani skupine in je vključeval velik poudarek na zvokih klaviatur in saksophona. Hkrati pa je bil ta album tudi zadnji z Relapse Records. Tako je naslednji album, Far from the Sun, izdala skupina neodvisno. Skupini se je v tem času ponovno pridružil bobnar Jan Rechberger ko je Pekka Kasari zapustil skupino zaradi družinskih dolžnosti. Prav tako pa je skupino leta 2004 zapustil Pasi po devetih letih sodelovanja.
Iskanje novega vokalista se je nadaljevalo vse do leta 2005, ko se je skupina dokončno odločila da medse sprejmejo Tomi Joutsena. Tako je pod vplivi Joutsena izšel naslednji album Eclipse leto po njegovem prihodu v skupino. Album je bil sprejet z velikim navdušenjem in poimenovan kot vrnitev v formo s strani nekaterih kritikov. S tem albumom in prav tako z naslednjim naslovljenim Silent Waters in izdanim v letu 2007 so si prislužili zlati certifikat na finskem. V podporu zadnjega albuma se je skupina ponovno odpravila na turnejo vendar prvič v Zahodni Ameriki.
Njihov naslednji album Skyforger je bil izdan leta 2009 pod okriljem Nuclear Blast Records in je bil tretji zaporedni album ki si je na finskem prislužil zlati certifikat. Trenutno njihov zadnji izdani album The Beginning of Times izdan leta 2011. Njihov naslednji album pa je že napovedan za leto 2013 z naslovom Circle.

## Člani

### Trenutni člani
- Esa Holopainen – glavna kitara (1990–)
- Tomi Koivusaari – ritmična kitara (1990–), vokali (1990–1997, 2010)
- Jan Rechberger – bobni(1990–1995, 2002–)
- Niclas Etelävuori – bas kitara, podporni vokali (2000–)
- Santeri Kallio – klaviatura(1998, 1999–)
- Tomi Joutsen – vokali (2005–)

### Nekdanji člani
- Pasi Koskinen – vokali (1995–2004)
- Olli-Pekka Laine – bas kitara(1990–2000)
- Pekka Kasari – bobni(1995–2002)
- Kim Rantala – klaviatura(1995–1997)
- Kasper Mårtenson – klaviatura(1993–1995)

## Diskografija

### Albumi
- The Karelian Isthmus (1992)
- Tales from the Thousand Lakes (1994)
- Elegy (1996)
- Tuonela (1999)
- Am Universum (2001)
- Far from the Sun (2003)
- Eclipse (2006)
- Silent Waters (2007)
- Skyforger (2009)
- The Beginning of Times (2011)
- Circle (2013)
- Under the Red Cloud (2015)
- Queen of Time (2018)
- Halo (2022)

### Daljše igre, singli in demoti
- Disment of Soul (demo, 1991)
- Amorphis (demo, 1991)
- Privilege of Evil (daljša igra, 1993)
- Black Winter Day (daljša igra, 1995)
- My Kantele (daljša igra, 1997)
- "Divinity" (singl, 1999)
- "Alone" (singl, 2001)
- "Day of Your Beliefs" (singl, 2003)
- "Evil Inside" (singl, 2003)
- "House of Sleep (singl, 2005)
- "The Smoke" (singl, 2006)
- "Silent Waters" (singl, 2007)
- "Silver Bride" (singl, 2009)
- Martyr of the Free Word / From the Heaven of My Heart|From the Heaven of My Heart (singl, 2009)
- "You I Need" (singl,2011)
- Hopeless Days  (singl, 2013)
- The Wanderer  (singl, 2013)
- Death of a King  (singl, 2015)
- Sacrifice  (singl, 2015)
- Separated  (singl, 2016)
- The Bee  (singl, 2018)
- On The Dark Waters (2022)

### Videospoti
- "Black Winter Day"  (1994)
- "Against Widows"  (1996)
- "My Kantele"  (1996)
- "Divinity"  (1999)
- "Alone"  (2001)
- "Evil Inside"  (2003)
- "House of Sleep"  (2006)
- "The Smoke"  (2006)
- "Silent Waters"  (2007)
- "Silver Bride"  (2009)
- "From the Heaven of My Heart"  (2010)
- "You I Need"  (2011)
- "Hopeless Days"  (2013)
- "Sacrifice"  (2015)
- "Death of a King  (2015)
- "The Four Wises Ones  (2016)
- "The Bee"  (2018)
- "Amongst Stars"  (2018)
- "Wrong Direction"  (2018)
- "On The Dark Waters" (2022)

### Albumi v živo in kompilacije
| Naslov                                      | Izdano      |
| ------------------------------------------- | ----------- |
| Story - 10th Anniversary                    | 10. 5. 2000 |
| Chapters (CD in DVD)                        | 17. 6. 2003 |
| Forging the Land of Thousand Lakes (CD/DVD) | 9. 7. 2010  |
| Magic & Mayhem – Tales from the Early Years | 17. 9. 2010 |